# ノース・アベニュー駅
ノース・アベニュー駅（ノース・アベニューえき、英語: North Avenue Station）は、フィリピン・マニラ首都圏のケソン市にあるマニラMRT3号線の駅。同線の起点である。

## 歴史
- 1999年12月15日：ブエンディア駅 - 当駅間開業に伴い開設。

## 駅構造
島式ホーム1面2線を有する地上駅である。

## 駅周辺
駅名は近くを通るノース・アベニューに由来している。
- トライノーマ (Trinoma)
- SMシティ・ノースEDSA
- ケソン・メモリアルサークル
- Veterans Memorial Medical Center
- Vertis North
- Ayala Malls Vertis North
- フィリピン科学高校 (Philippine Science High School), メイン・キャンパス
- ケソン市立高校 (Quezon City High School)
- Ninoy Aquino Parks and Wildlife Center

## ギャラリー

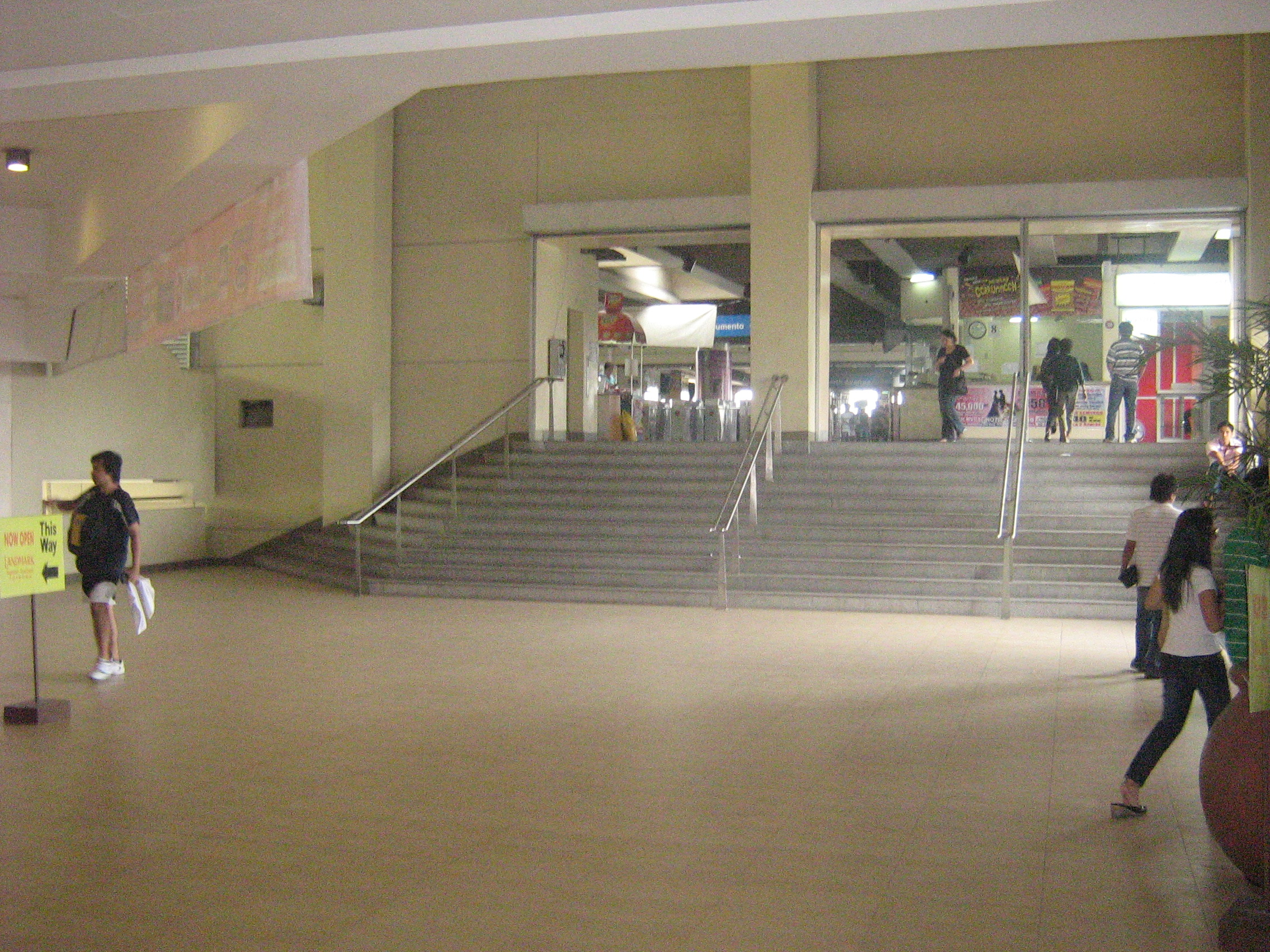
トライノーマの入口
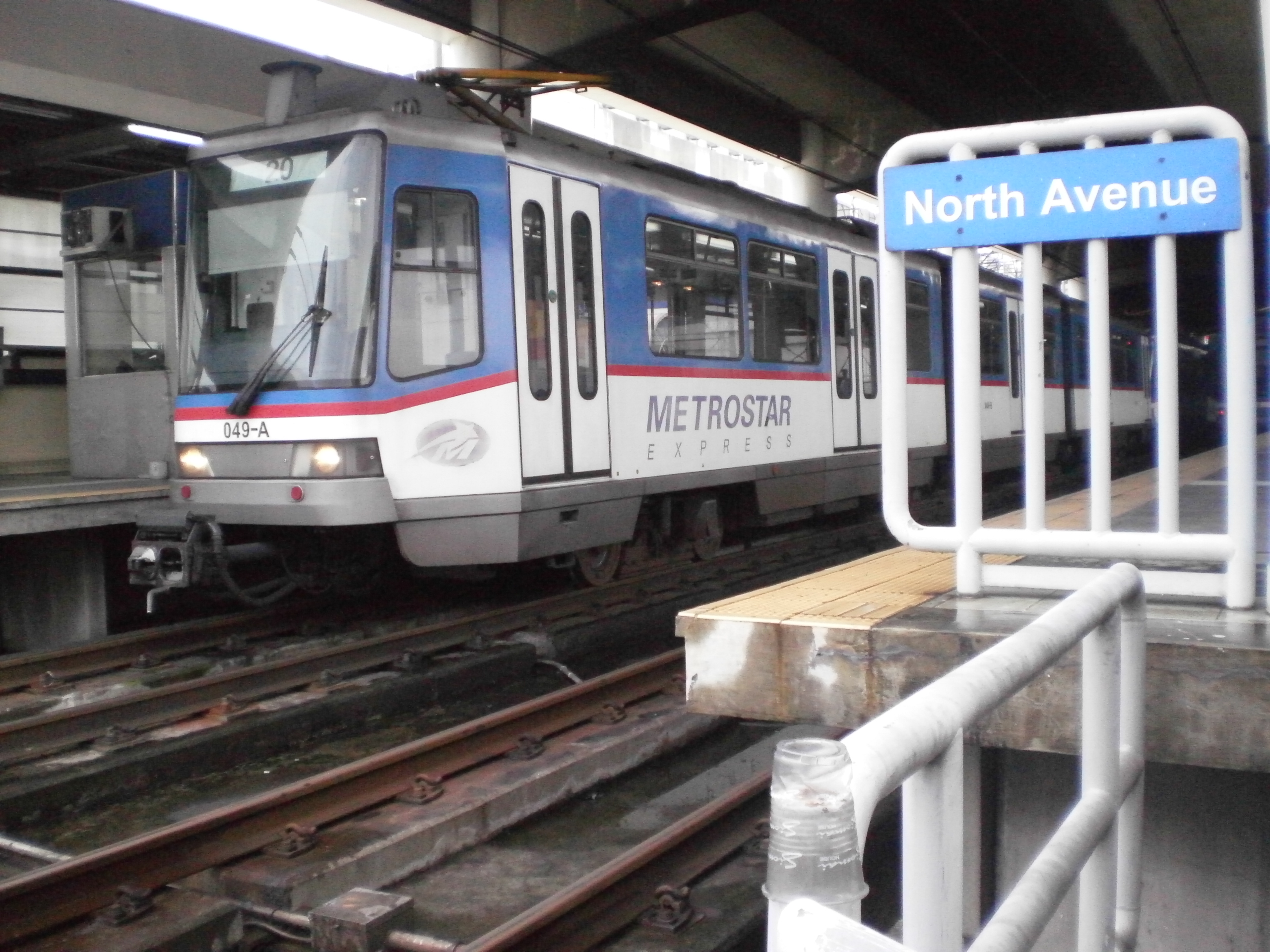
北方向の車両、車線
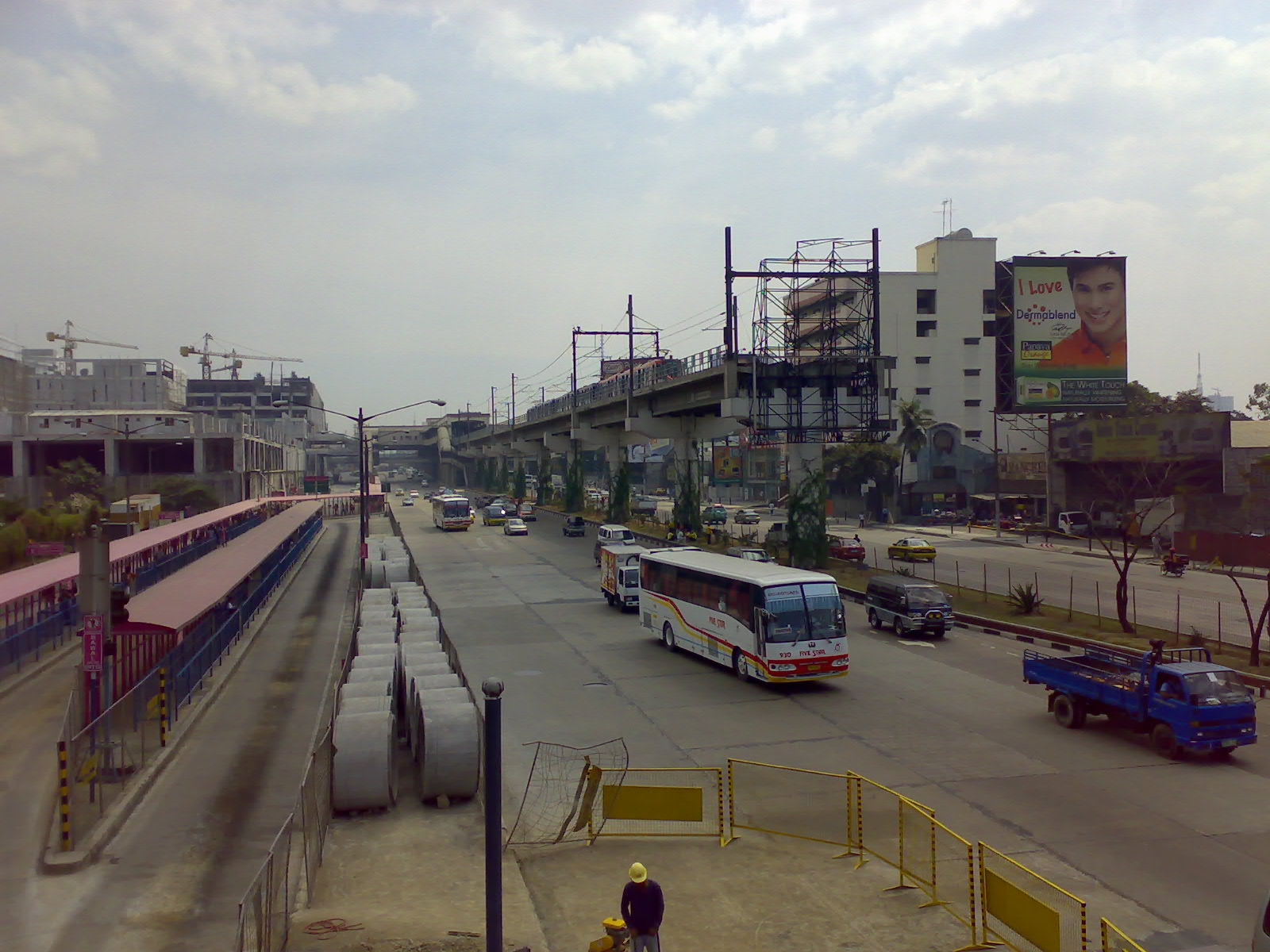
車線(LRT1線未接続時点)